# Министерство юстиции КНР
Министерство юстиции КНР является министерством китайского центрального правительства, которое отвечает за юридические вопросы. В круг обязанностей входят:
- Судебные процессы
- Разработка законодательства
- Разработка правовой базы
- Участие в национальных и международных договорах
- Судебное преследование
- Исполнение приговоров.

Министерство также обеспечивает поддержание и улучшение системы закона, справедливости и национальной безопасности Китая.

## Администрация
Исполнительный глава министерства — министр юстиции. Эта позиция соответствует генеральному прокурору в других странах.

## Организационная структура
- Центр правовой помощи Министерства юстиции
- Институт Министерства юстиции по предупреждению преступности
- Судебный научно-исследовательский институт Министерства юстиции
- Институт судебной экспертизы Министерства юстиции
- Центральный Колледж сотрудников судебных органов
- Институт судебной администрации
- Издательство Legal Daily
- Правовое издательство
- Всекитайская Ассоциация юристов
- Китайская общественная ассоциация нотариусов
- Китайское сообщество тюрем
- Всекитайская Народная посредническая ассоциация
- Китайский Фонд правовой помощи
- Международный правовой центр сотрудничества